# Letov Š-19
Bei dem Flugzeug Letov Š-19 handelt es sich um einen einmotorigen Doppeldecker, der als Passagierflugzeug für vier Passagiere und einen Piloten entwickelt wurde. Der Erstflug der Maschine fand im Jahre 1924 statt.

## Geschichte und Konstruktion
Die Letov Š-19 wurde in den Letov-Werken in Letňany bei Prag in der Tschechoslowakei hergestellt. Die Konstruktion führte Alois Šmolík aus. Das Fahrwerk war starr und verfügte über einen Hecksporn. Das Muster beruht auf dem Entwurf der Letov Š-6. Die Tragflächen waren verspannt und mit N-Stielen verstrebt.
Der Entwurf erfolgte auf Anregung der tschechoslowakischen Fluggesellschaft Československé Státní Aeroliniev (ČSA), die diese Maschinen dann auch in den Jahren 1925 bis 1927 hauptsächlich von Prag nach Kaschau (Košice) einsetzte. Die geschlossene Passagierkabine befand sich direkt hinter dem Motor. Sie konnte durch eine Tür auf der linken Oberseite des Rumpfes und einer fest montierten Treppe erreicht werden. An die Kabine schloss sich der offene Pilotensitz an, der links aus der Flugzeugmitte verschoben war.
Zunächst wurde wieder der Maybach-IVa-Motor von 191 kW wie bei der Letov Š-6 eingebaut. Mit diesem Motor wurden drei Maschinen gefertigt. Diese zeigten Mängel am Tragwerk und bei den Flugeigenschaften.
Als kurze Zeit später gleich starke Triebwerke des Typs Walter W-IV zur Verfügung standen, wurden nochmals vier Maschinen mit geänderten Querrudern und einer verbesserten Tragflügelverspannung gefertigt.
Die Maschinen zeigten einige Unzulänglichkeiten, die einer weiteren Beschaffung im Wege standen. Zum einen war das Ein- und Aussteigen für die Passagiere sehr beschwerlich. Durch die unmittelbare Nähe zum Motor war die Kabine sehr laut. Der Pilot hatte durch seinen weit hinten liegenden Sitz ein eingeschränktes Blickfeld. Letztlich konnte die Maschine als Doppeldecker nicht die Flugleistungen vergleichbarer ausländischer Maschinen erreichen. Es blieb deswegen bei den sieben insgesamt hergestellten Flugzeugen dieses Typs.

## Technische Daten
| Kenngröße             | Daten                                                                                          |
| --------------------- | ---------------------------------------------------------------------------------------------- |
| Besatzung             | 1                                                                                              |
| Passagiere            | 4                                                                                              |
| Länge                 | 8,85 m                                                                                         |
| Spannweite            | 14,10 m                                                                                        |
| Höhe                  | ? m                                                                                            |
| Flügelfläche          | 45 m²                                                                                          |
| Flächenbelastung      | 53,2 kg/m²                                                                                     |
| Leermasse             | 1404 kg                                                                                        |
| max. Startmasse       | 2004 kg                                                                                        |
| Triebwerke            | 1 × 6-Zylinder-Reihenmotor Maybach IVa oder Walter W-IV (Lizenz BMW IV) mit je 191 kW (260 PS) |
| Höchstgeschwindigkeit | 178 km/h                                                                                       |
| Reisegeschwindigkeit  | 146 km/h                                                                                       |
| Steigzeit             | 7 min auf 1000 m Höhe                                                                          |
| Dienstgipfelhöhe      | 4900 m                                                                                         |
| Reichweite            | 770 km                                                                                         |